# Anton Čok
Čok Anton, slovenski rimokatoliški duhovnik in narodni delavec, * 10. januar 1878, Lonjer pri Trstu, † 18. februar 1927, Trst.

## Življenje in delo
Anton Čok, brat Ivana Marije Čoka in Andreja Čoka, se je rodil v znani zavedni slovenski družini pri »Županovih« v Lonjerju v predmestju Trsta. Oče mu je bil gostilničar Andrej st., mati mu je bila gostilničarka Jožica (rojena Hrovatin). Gimnazijo je obiskoval v Trstu in Ljubljani, bogoslovje pa v Gorici, kjer je bil 3. avgusta 1902 tudi posvečen. Kot kaplan je služboval v Trnušah (1902–1903), nato pa je bil do smrti kaplan v Trstu. Bil je zelo delaven duhovnik, ki se je zanimal za delo z mladino. Več let je kot katehet delal na osnovnih šolah in bil eden od najtesnejših sodelavcev Janeza Evangelista Kreka.
Pri Svetem Ivanu, predelu Trsta s slovenskimi prebivalci, je z župnikom Francem Silo ustanovil Marijino družbo, ki je štela okoli 400 deklet, ter bil med soustanovitelji slovenskega kulturnega društva. Oba, Sila in Čok pa sta tudi zbirala finančna sredstva za Gospodarski narodni dom.